# Le Goûter de Josette
Pour plus de détails, voir Fiche technique et Distribution.
Le Goûter de Josette est un court métrage français réalisé par Gérard Frot-Coutaz et sorti en 1983.
Tourné en 1981, il fut intégré à Archipel des amours, compilation de 9 courts métrages de réalisateurs différents.

## Synopsis
Un couple âgé se rend sur le caveau qu'il a fait bâtir. Pendant ce temps, chez la voisine Josette, les commentaires se déchaînent.

## Fiche technique
- Titre original : Le Goûter de Josette
- Réalisation : Gérard Frot-Coutaz
- Scénario : Gérard Frot-Coutaz
- Musique : Roland Vincent, Emmanuel Azze
- Photographie, caméra : Jean-Jacques Bouhon, Georges Strouvé
- Montage : Paul Vecchiali
- Pays d'origine :  France
- Langue : français.
- Année de production : 1981
- Numéro de visa : 55190, délivré le 21 janvier 1982
- Production : Diagonale
- Format : Couleur — 35 mm
- Genre :
- Durée : 18 minutes

## Distribution
- Germaine Bastide
- Paulette Bouvet
- Philippe de Poix
- Myriam Mézières
- Jacques Nolot
- Roger Rouffiange
- Eva Simonet

## Sélection
Le film a été présenté au cinquième Festival international du court métrage de Clermont-Ferrand